# Devenilia corearia
Devenilia corearia là một loài bướm đêm trong họ Geometridae.